# Gmina Concord (hrabstwo Hancock)

Położenie Gminy Concord w hrabstwie Hancock

Gmina Concord (ang. Concord Township) – gmina w USA, w stanie Iowa, w hrabstwie Hancock. Według danych z 2000 roku gmina miała 3246 mieszkańców, a jej powierzchnia wynosi 92,79 km².